# Charitometra
Charitometra is een geslacht van haarsterren uit de familie Charitometridae.

## Soorten
- Charitometra basicurva (Carpenter, 1888)
- Charitometra incisa (Carpenter, 1888)